# Pelusia
La Pelusia era una festa religiosa che si teneva nell'Impero Romano il 20 marzo in onore di Iside e di suo figlio Arpocrate. Sarebbe coinciso con il secondo giorno della Quinquatria, una festa di cinque giorni a Minerva. La festa non faceva parte del calendario romano prima della metà del I secolo d.C., ma era stata aggiunta al tempo di Marco Aurelio (161–180). È conservato nel Calendario di Filocalo (354 d.C.) come festa ufficiale.
Lo studioso bizantino John Lydus (VI secolo) spiega la festa come commemorativa del "fango" dell'inondazione del Nilo, che genera fertilità e pone fine alla fame e alla siccità, e si pensava probabilmente incarnasse la nascita di Arpocrate, che nell'arte è raffigurato emergere dal fango e portare una cornucopia.
I partecipanti alla Pelusia venivano aspersi con acqua per ottenere la rinascita (regeneratio) e l'immunità dalle offese agli dei (impunitas periurorum). Si pensa che l'aspersione imiti l'effetto simbolico dell'inondazione e l'acqua del Nilo stesso potrebbe essere stata usata come una forma di "acqua santa" come lo era in altre cerimonie di Iside portate a Roma. Nel discorso cristiano dell'epoca, la rigenerazione era usata in relazione al battesimo. Il polemista cristiano Tertulliano (d. ca. 225) contrappone i riti di Pelusia a quella che vede come l'efficacia superiore del battesimo.
In Egitto, la Pelusia del 20 marzo ha segnato l'inizio della stagione velica. La giornata era sotto la protezione di Iside e Serapide.